# Yousry Saber Hussein El-Gamal

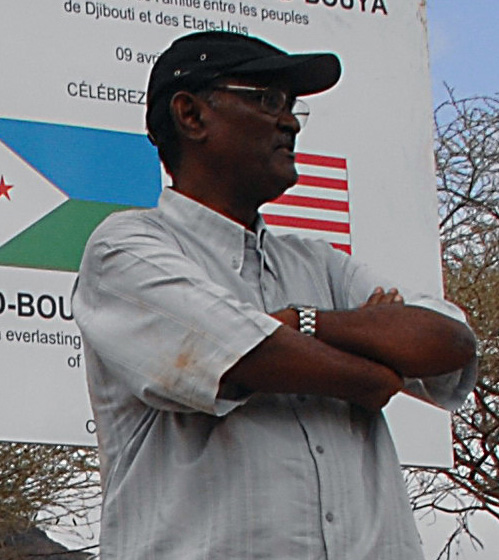
Yousry Saber El-Gamal

Yousry Saber Hussein El-Gamal (arabisch يسري صابر حسين الجمل, DMG Yusrī Ṣābir Ḥusain al-Ǧamal; * 25. September 1947) ist ein ägyptischer Politiker.

## Leben
Yousry Saber Hussein El-Gamal wurde 1968 Bachelor der Elektrotechnik an der Universität Alexandria, 1977 Master der Informatik an der Ain Shams University und 1985 zum Doktor der Informatik an der George Washington University promoviert.
1971 wurde er im ägyptischen Kernforschungszentrum beschäftigt. 1972 erhielt er ein Diplom der kerntechnischen Elektronik von der IAEO. Von 1977 bis 1987 lehrte er an der Arab Academy for Science and Technology and Maritime Transport, Mess- und Regelungstechnik. 1984 wurde er von der IEEE Computer Society mit dem Richard E. Merwin Distinguished Service Award ausgezeichnet.
1987 wurde er Dekan der Abteilung für Elektrotechnik und Informatik, wo er einen Studiengang, Diplomand der Technischen Informatik entwickelte. Von 1997 bis Dezember 2005 war er stellvertretender Vorsitzender der arabischen Akademie für Bildung und wissenschaftliche Forschung. Zwischen 2005 und 2010 war er ägyptischer Bildungsminister.